# Auguste-Maurice Clément
Auguste-Maurice Clément (Enghien-les-Bains, 26 giugno 1865 – Parigi, 3 marzo 1939) è stato un vescovo cattolico francese.

## Biografia
Monsignor Auguste-Maurice Clément nacque a Ormesson, nel comune di Enghien-les-Bains, il 26 giugno 1865. Era figlio del senatore Léon Pierre Clément.

### Formazione e ministero sacerdotale
Studiò all'École des Chartes fino al 1887 e il 30 gennaio 1890 si laureò in archivista e paleografia con una tesi intitolata "Étude sur les communautés d'habitants dans la province du Berry" che sarà poi pubblicata nella Revue du Centre. Conseguì anche la laurea in giurisprudenza a Parigi.
Compì gli studi per il sacerdozio al seminario maggiore "San Sulpizio" di Issy-les-Moulineaux e al Pontificio Seminario Francese a Roma. Nel 1894 conseguì il dottorato in diritto canonico.
L'8 luglio 1894 fu ordinato presbitero per l'arcidiocesi di Parigi. In seguito fu cappellano del liceo Janson de Sailly di Parigi e cappellano ausiliario della Maison d'éducation de la Légion d'honneur dal 1897. Nel 1902 divenne segretario particolare del cardinale François-Marie-Benjamin Richard. In seguito venne nominato canonico onorario della cattedrale e il 30 ottobre 1907 canonico titolare. Nel 1910 venne nominato ispettore della Società Archeologica Francese per il dipartimento di Cher.

### Ministero episcopale
Il 25 aprile 1924 papa Pio XI lo nominò vescovo di Monaco. Ricevette l'ordinazione episcopale il 2 luglio successivo dal cardinale Louis-Ernest Dubois, arcivescovo metropolita di Parigi, coconsacranti l'arcivescovo metropolita di Sens Jean Victor Émile Chesnelong e il vescovo ausiliare di Parigi Benjamin-Octave Roland-Gosselin. Prese possesso della diocesi il 19 ottobre successivo.
Come vescovo attribuì grande importanza all'insegnamento dottrinale al punto di scrivere 44 lettere pastorali nei dodici anni di episcopato. Il 22 giugno 1927 pose e benedisse la prima pietra della chiesa del Sacro Cuore di Monaco, alla presenza della principessa Charlotte Grimaldi.
Il 2 marzo 1936 papa Pio XI accettò la sua rinuncia al governo pastorale della diocesi e lo nominò vescovo titolare di Algiza.
Morì nella sua residenza in rue Denfert-Rochereau a Parigi il 3 marzo 1939 all'età di 73 anni.

## Opere
- Vie du cardinal Richard, archevêque de Paris, 1924. Prix Montyon
- Lettre pastorale de S. G. Mgr Maurice Clément, évêque de Monaco, sur la charité envers les malades et mandement sur le saint temps de Carême de l'an de grâce 1926, 17 pagg., stampata da Rives d'Azur.
- Une paroisse berrichonne, Orsennes. Trace du Passé, Parigi, de Gigord, 1938.

## Genealogia episcopale
La genealogia episcopale è:
- Cardinale Scipione Rebiba
- Cardinale Giulio Antonio Santori
- Cardinale Girolamo Bernerio, O.P.
- Arcivescovo Galeazzo Sanvitale
- Cardinale Ludovico Ludovisi
- Cardinale Luigi Caetani
- Cardinale Ulderico Carpegna
- Cardinale Paluzzo Paluzzi Altieri degli Albertoni
- Papa Benedetto XIII
- Papa Benedetto XIV
- Papa Clemente XIII
- Cardinale Marcantonio Colonna
- Cardinale Giacinto Sigismondo Gerdil, B.
- Cardinale Giulio Maria della Somaglia
- Cardinale Carlo Odescalchi, S.I.
- Vescovo Eugène de Mazenod, O.M.I.
- Cardinale Joseph Hippolyte Guibert, O.M.I.
- Cardinale François-Marie-Benjamin Richard de la Vergne
- Vescovo Marie-Prosper-Adolphe de Bonfils
- Cardinale Louis-Ernest Dubois
- Vescovo Auguste-Maurice Clément